# فيبو والأصدقاء في جزيرة الزمن
فيبو والأصدقاء في جزيرة الزمن (بالإنجليزية: Vipo & Friends: Surviving Time Island )‏هو مسلسل رسوم متحركة يعرض بالعربية على تلفزيون جيم و شخصيته الرئيسية هي كلب طائر وهو سلسلة من سلاسل برنامج فيبو والأصدقاء، ويتكون من 42 حلقة .

## حكايته
يحكي عن مجموعة من الأصدقاء - من بينهم الكلب الطائر - سافروا عبر آلة الزمن بالخطأ، إلى جزيرة الزمن، فوائدها صعوبات العيش حياك، وأرادوا الرجوع إلى موطنها الأم، وهناك كان يوجد سيد الفصول، وهو الوحيد الذي يستطيع مساعدتهم، ولكن هناك أشرار سيطروا على قواه، وكانت قواه هي الفصول الأربعة، وكانت موجودة في قلادة، والقلادة و القوى الأربعة مع الأشرار، لذلك أجبر الأصدقاء على مساعدة سيد الفصول، وبعد جهد كبير تمكن الأصدقاء من إحضار القلادة جاهزة ليستعيد قواه ويرجعهم إلى ديارهم، م تنتهي مغامرة فيبو والأصدقاء في جزيرة الزمن.